# Kummervarietet
Inom matematiken är Kummervarieteten av en abelsk varietet dess kvot med avbildningen som tar varje element till dess invers. Kummervarieteten av en tvådimensionell abelsk varietet kallas för en kummeryta.